# Großsteingrab Godenstedt
Das Großsteingrab Godenstedt ist eine Grabanlage der jungsteinzeitlichen Trichterbecherkultur nahe dem zur Gemeinde Seedorf gehörenden Ortsteil Godenstedt im Landkreis Rotenburg (Wümme), Niedersachsen. Es trägt die Sprockhoff-Nummer 646.

## Lage
Das Grab liegt nordwestlich von Godenstedt in einem Waldstück. Wenige Meter westlich der Anlage befinden sich drei Grabhügel.

## Beschreibung
Die Anlage bestand zum Zeitpunkt der Aufnahme durch Ernst Sprockhoff 1930 aus einer ost-westlich orientierten ovalen Hügelschüttung von 20 m Länge und 17 m Breite. In der Mitte des Hügels lagen in einer flachen Mulde sechs Steine, die sich aber alle nicht mehr an ihren ursprünglichen Standorten befanden. Das Grab wurde später restauriert, wobei die Steine so angeordnet wurden, dass sie nun die Abschlusssteine der Schmalseiten sowie drei Wandsteine der einen und einen der anderen Langseite darstellen.